# 龍福里 (臺北市)
25°01′59″N 121°30′58″E / 25.033°N 121.516°E
龍福里位於臺灣臺北市中正區內的中心，面積約為0.1951平方公里，區域涵蓋總統官邸與中央銀行等多座官署、古蹟或公務機關建築，實際民宅所佔面積於此里比例並不高（詳細地圖 （页面存档备份，存于） ）。不過因為此里轄區內，老舊小單位眷村極多，戶數顯得相當擁擠。另外，由於此里學區劃分為台北市兩所著名國小北市大附小及國語實小，造成了為了申請入學而出現的嚴重幽靈人口戶籍現象，是該里戶數與居住人口密度比臺北市其他鄰里高的原因之一。

## 歷史

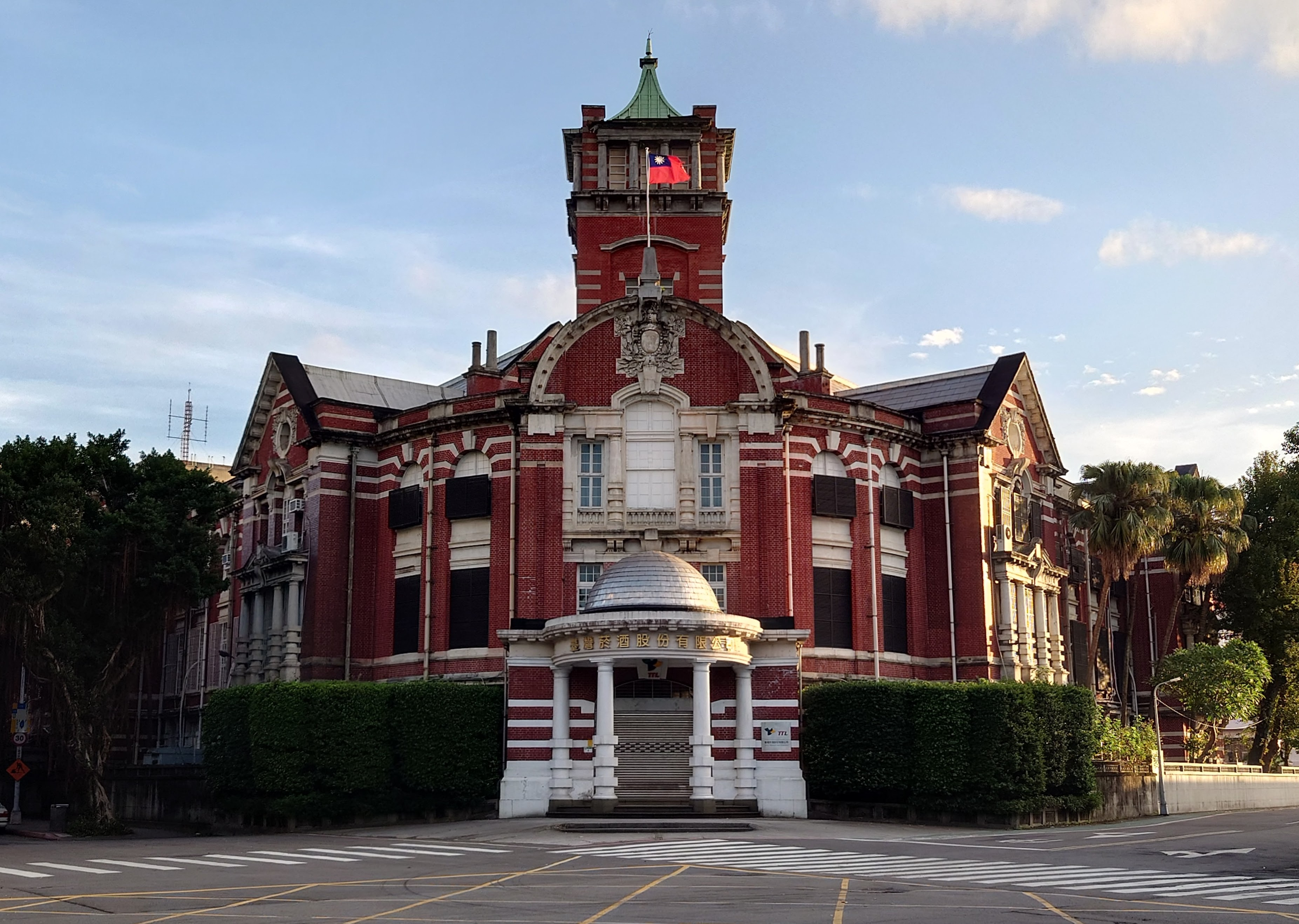
專賣局廳舍古蹟

清治時期為南門外農田或荒地的龍福里，真正開發為日治時期之1900年代。台灣總督府市區改正計劃實施，拆除了南門南牆（今愛國西路）。不久，舊南城牆外農地大量成為建地。從街道分布分析來看，南門附近；屬於兒玉町（名字源自台灣總督兒玉源太郎）的這一帶不但成為專賣局建築所在，也成為文武町（今建國里）官署建築所在公務人員的眷舍興建地點

除此，該町周邊亦有官衙分支處、學校或銀行、會社行號設立等。也因此，日治時期此地區均為日本人為主的住宅區與商人街，猶如小型日本之街通，也造成日本和式建築店舖與住宅並排而立。
1945年，日治時期結束，原本住在此地區日本人返回日本。日宅空屋遷入者多為來自中國北部、中部及江浙省份的新住民，因此此區域成為台北市眾多眷村之一。日式建築與商店店舖也快速變更服務於新住民的商舖。其中，又以牯嶺街舊書街最享盛名。

## 範圍與人口
2000年，因應人口結構變化，臺北市鄰里大幅修正了將近40年未更動的鄰里編制，此地區也獨自劃分為龍福里。里內新舊建築雜陳，不但擁有新式建築，也有老舊尚未改建眷村。也因此，戶數顯得相當擁擠。另外，該里戶數與居住人口密度甚高原因，也是因為該里為北市大附小及國語實小（日治時期國語傳習所之一）學區，造成了為了申請入學而出現的嚴重幽靈人口戶籍現象。不過即使實際戶籍人口遠比居住人口少，但是因為該地區為臺北市政經中心之一，因此白日實際活動人口相當多，晚間後，則較為幽靜，這種現象於台北市中心其他地區十分相似。
另外，中華民國總統官邸位於本里，2004年之後，為了防止中华人民共和国攻占台湾时可能的斬首行動，該官邸增強圍牆及進出鐵門設計，是為戒備森嚴且相當特殊的景觀。
里長民選的龍福里面積0.1951平方公里，因為位於市中心，交通十分便捷，而台北捷運中正紀念堂站出口也位居該里附近。

## 位置
- 東：羅斯福路一段，與中正區新營里交界
- 南：寧波西街，與南福里交界
- 西：重慶南路二段，與南門里及龍光里兩里為鄰
- 北：愛國西路，與建國里交界

## 重要處所
除了國定古蹟專賣局（今台灣菸酒股份有限公司總部）與總統官邸外，位居臺北市政經中心區要地的龍福里尚有
|                                                         |                                                               |
| - 中央銀行 - 台北教師會館 - 楊英風美術館 - 牯嶺街小劇場 | - 經濟部國際貿易局 - 勞動部勞工保險局 - 南門市場 - 郵政博物館 |